# Frauke Hegemann

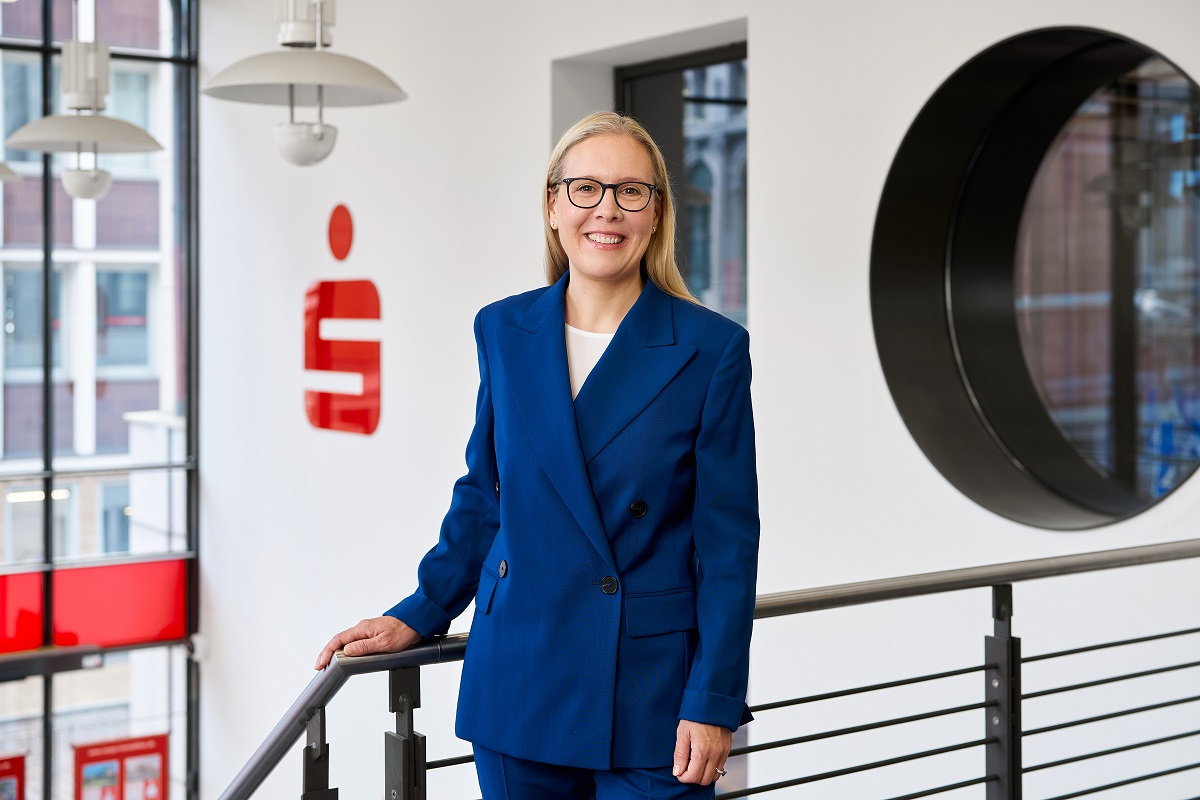
Frauke Hegemann (2025)

Frauke Hegemann (* 15. Februar 1976 in Marburg) ist eine deutsche Managerin.

## Leben
Hegemann ist gelernte Bankkauffrau und nahm am Nachwuchsförderungsprogramm der Commerzbank teil. Ihre berufliche Laufbahn begann sie im Jahr 1994 mit einer Ausbildung in der Vermögensanlage für Firmen- und institutionelle Kunden, wo sie bis zur Abteilungsdirektorin aufstieg. 2006 wechselte Hegemann als Prokuristin zu Spudy & Co., einem führenden Dienstleistungsunternehmen für Family-Offices. Im Jahr darauf kehrte sie zur Commerzbank zurück und war in verschiedenen Führungspositionen für die Betreuung institutioneller Kunden sowie Firmenkunden verantwortlich, insbesondere aus der Medienbranche. Ab 2015 baute Hegemann einen spartenübergreifenden Geschäftsbereich aus der Mittelstandsbank, dem Investment Banking und dem Wealth Management der Commerzbank auf, der sich auf Family Offices und hochvermögende Privatkunden spezialisierte.
2018 stieß Hegemann als Generalbevollmächtigte zur Comdirect Bank. Nach Zustimmung der Europäischen Zentralbank zog sie im Jahr 2019 schließlich offiziell in den Vorstand der Comdirect Bank ein. Als Chief Operating Officer (COO) verantwortete sie das gesamte operative Geschäft einschließlich der Bereiche Personal und Recht. Hegemann modernisierte beispielsweise das Kundenmanagement durch den Einsatz künstlicher Intelligenz. Neben ihrer Arbeit für die Comdirect Bank rief sie mit Kolleginnen die Initiative „finanz-heldinnen“ ins Leben, die Frauen für Finanzthemen begeistern will.
Zum Jahreswechsel 2019/2020 wurde Hegemann Vorstandsvorsitzende der Comdirect Bank Aktiengesellschaft. Sie folgte auf Arno Walter, der als Bereichsvorstand zur Commerzbank zurückkehrte. Hegemann führte die Comdirect Bank Aktiengesellschaft bis zur Auflösung.
Zum 1. Januar 2021 trat Hegemann in die Geschäftsführung der SIGNAL IDUNA Asset Management GmbH ein. Zum 1. Juli 2021 wurde sie als derzeit einzige Vorstandsfrau unter den Privaten Bausparkassen in den Vorstand der SIGNAL IDUNA Bauspar AG berufen. Sie verantwortet den Vertrieb der Investment-, Bauspar- und Finanzierungsprodukte der Gesellschaften und entwickelt unter anderem (Digital-)Strategien für den Absatz dieser Produkte bei den Kunden des SIGNAL IDUNA Konzerns.
Hegemann gehörte zeitweise den Aufsichtsräten von Ebase und Onvista an und ist seit vielen Jahren im Beirat des Steuerberaterversorgungswerkes Schleswig-Holstein. Zudem engagierte sie sich als Vorstandsvorsitzende der gemeinnützigen Stiftung Rechnen. Seit dem 7. Mai 2021 ist sie im Aufsichtsrat des Rechtsschutzversicherers DEURAG AG. Darüber hinaus ist sie Mentorin der Initiative Women into Leadership und engagiert sich in diesem gemeinnützigen Verein für die Förderung und Sichtbarkeit von Frauen in Führungspositionen. 
Von Juli 2023 bis März 2024 war Frauke Hegemann Mitglied des Vorstands der Sparkasse Bremen.
Seit dem 1. Juli 2025 gehört Frauke Hegemann als stellvertretende Vorstandsvorsitzende zum dreiköpfigen Vorstandsteam der Nord-Ostsee Sparkasse.
Verantwortlich ist sie zunächst für die Fachgebiete Organisation und IT sowie die Marktfolgebearbeitung Kredit.
Ab dem 1. Januar 2026 übernimmt Frauke Hegemann den Vorstandsvorsitz der Nord-Ostsee Sparkasse und ist damit die erste weibliche Vorstandsvorsitzende einer Sparkasse in Schleswig-Holstein.